# Saint-Germain-Beaupré
Pour les articles homonymes, voir Saint-Germain et Beaupré.
Saint-Germain-Beaupré est une commune française située dans le département de la Creuse en région Nouvelle-Aquitaine.

## Géographie
|                           | La Chapelle-Baloue    | Lafat                 |
| Bazelat                   | Saint-Germain-Beaupré | Sagnat                |
| Saint-Agnant-de-Versillat |                       | Saint-Léger-Bridereix |

### Hameaux et lieux-dits

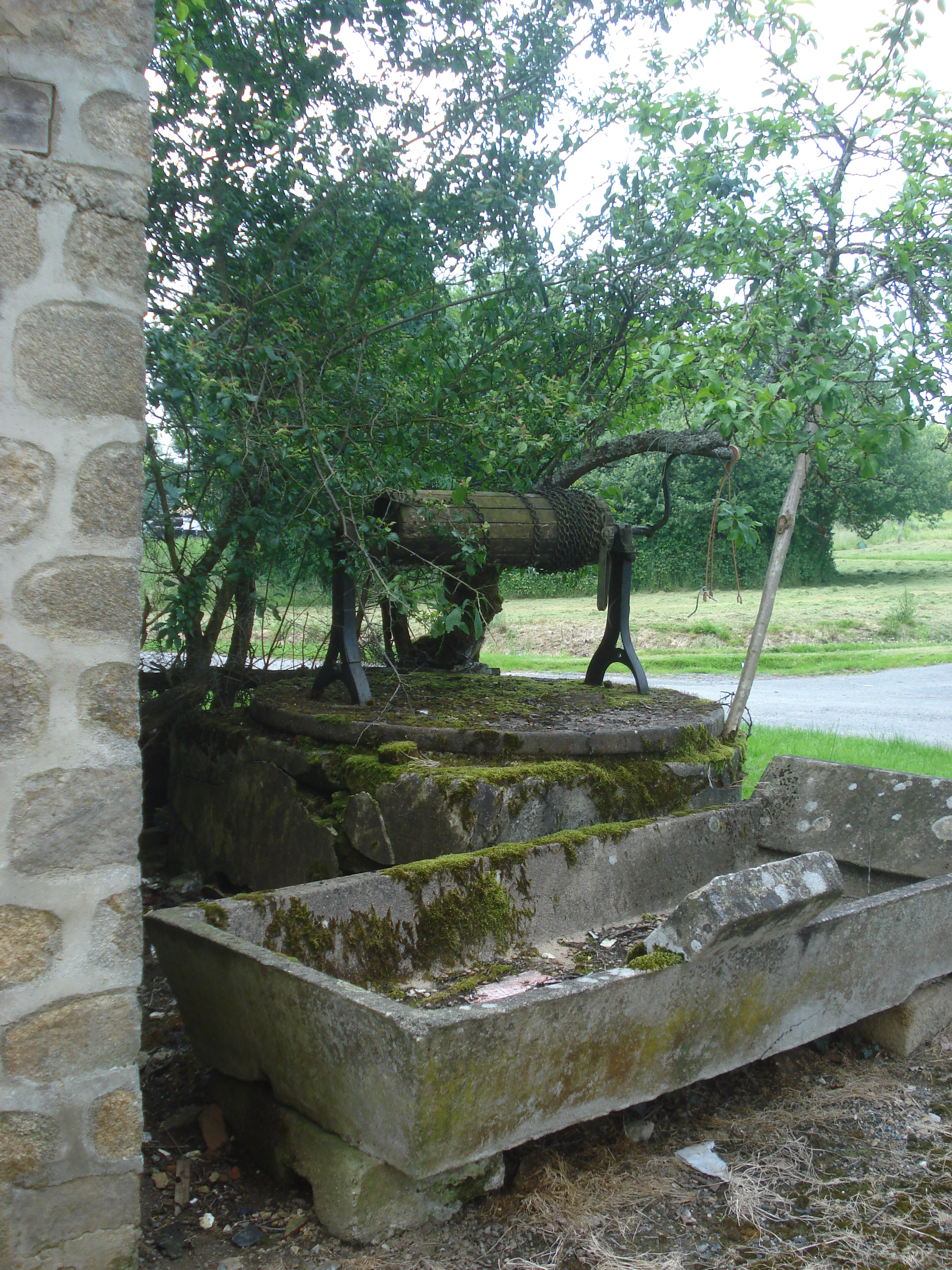
Puits au hameau de Lorioux.

- Lourioux (ou Lorioux), au nord-est : le village de Lourioux dépendait autrefois de l'ancienne paroisse (ancienne commune) de Saint-Étienne-de-Versillat dont les archives sont perdues. Lourioux est une étape sur le chemin de Saint-Jacques, Via Lemovicensis.

### Climat
Pour des articles plus généraux, voir Climat de la Nouvelle-Aquitaine et Climat de la Creuse.
Historiquement, la commune est dans une zone de transition entre le climat océanique limousin et le climat montagnard.  
En 2020, Météo-France publie une typologie des climats de la France métropolitaine dans laquelle la commune est dans une zone de transition entre le climat océanique altéré et le climat de montagne et est dans la région climatique  Ouest et nord-ouest du Massif Central, caractérisée par une pluviométrie annuelle de 900 à 1 500 mm, maximale en automne et en hiver.
Pour la période 1971-2000, la température annuelle moyenne est de 10,9 °C, avec  une amplitude thermique annuelle de 15 °C. Le cumul annuel moyen de précipitations est de 930 mm, avec 12,6 jours de précipitations en janvier et 7,9 jours en juillet. Pour la période 1991-2020, la température moyenne annuelle observée sur la station météorologique la plus proche, située sur la commune de Dun-le-Palestel à 9 km à vol d'oiseau, est de 11,4 °C et le cumul annuel moyen de précipitations est de 920,3 mm,. Pour l'avenir, les paramètres climatiques de la commune estimés pour 2050 selon différents scénarios d’émission de gaz à effet de serre sont consultables sur un site dédié publié par Météo-France en novembre 2022.

## Urbanisme

### Typologie
Au 1er janvier 2024, Saint-Germain-Beaupré est catégorisée commune rurale à habitat dispersé, selon la nouvelle grille communale de densité à 7 niveaux définie par l'Insee en 2022.
Elle est située hors unité urbaine. Par ailleurs la commune fait partie de l'aire d'attraction de La Souterraine, dont elle est une commune de la couronne,. Cette aire, qui regroupe 12 communes, est catégorisée dans les aires de moins de 50 000 habitants,.

### Occupation des sols
L'occupation des sols de la commune, telle qu'elle ressort de la base de données européenne d’occupation biophysique des sols Corine Land Cover (CLC), est marquée par l'importance des territoires agricoles (90,4 % en 2018), une proportion identique à celle de 1990 (90,4 %). La répartition détaillée en 2018 est la suivante : 
zones agricoles hétérogènes (51,4 %), prairies (26,1 %), terres arables (12,9 %), forêts (8 %), zones urbanisées (1,6 %). L'évolution de l’occupation des sols de la commune et de ses infrastructures peut être observée sur les différentes représentations cartographiques du territoire : la carte de Cassini (XVIIIe siècle), la carte d'état-major (1820-1866) et les cartes ou photos aériennes de l'IGN pour la période actuelle (1950 à aujourd'hui).

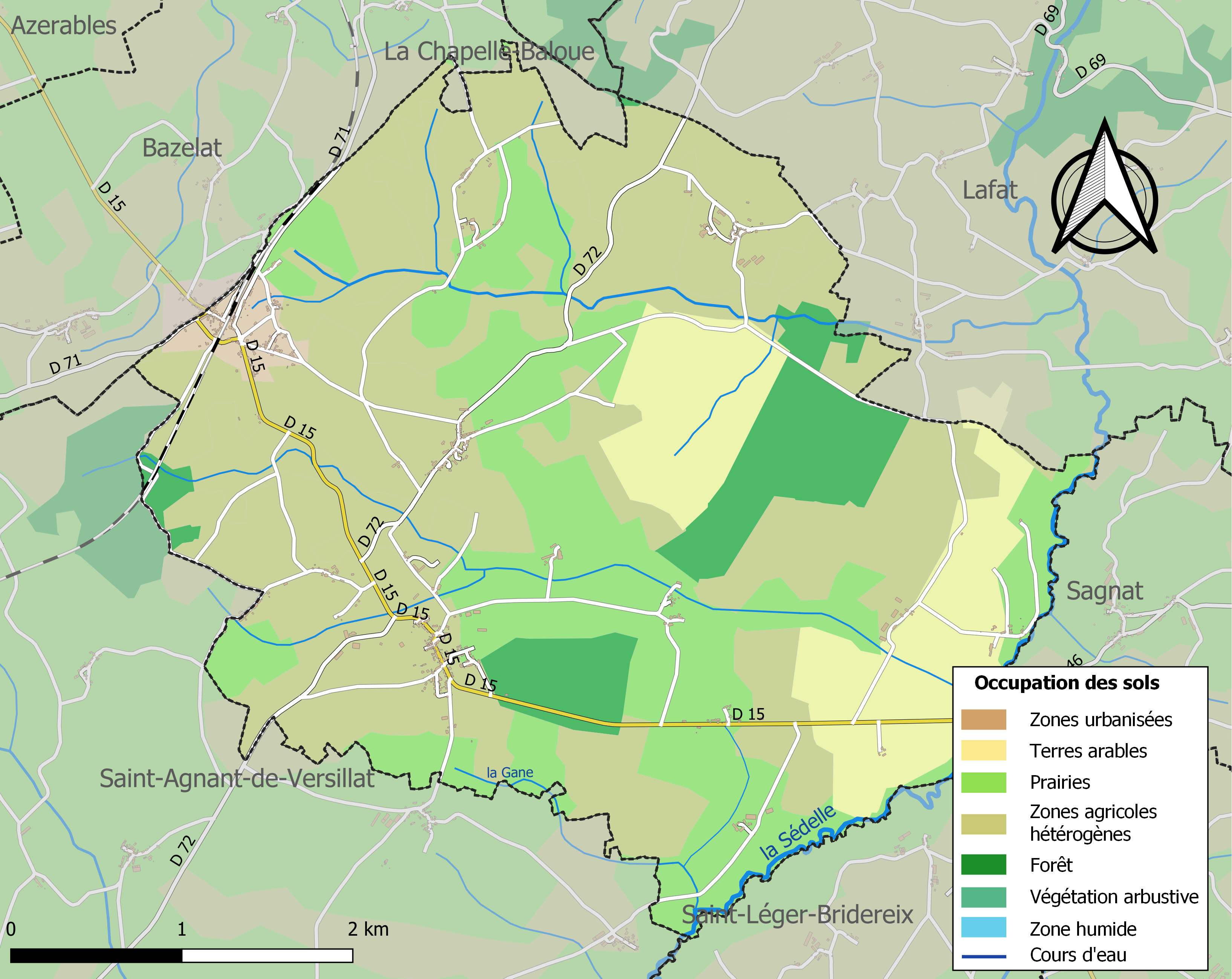
Carte des infrastructures et de l'occupation des sols de la commune en 2018 (CLC).

#### Transport routier
- Réseau TransCreuse

### Risques majeurs
Le territoire de la commune de Saint-Germain-Beaupré est vulnérable à différents aléas naturels : météorologiques (tempête, orage, neige, grand froid, canicule ou sécheresse) et séisme (sismicité faible). Il est également exposé à un risque technologique, le transport de matières dangereuses, et à un risque particulier : le risque de radon. Un site publié par le BRGM permet d'évaluer simplement et rapidement les risques d'un bien localisé soit par son adresse soit par le numéro de sa parcelle.

#### Risques naturels

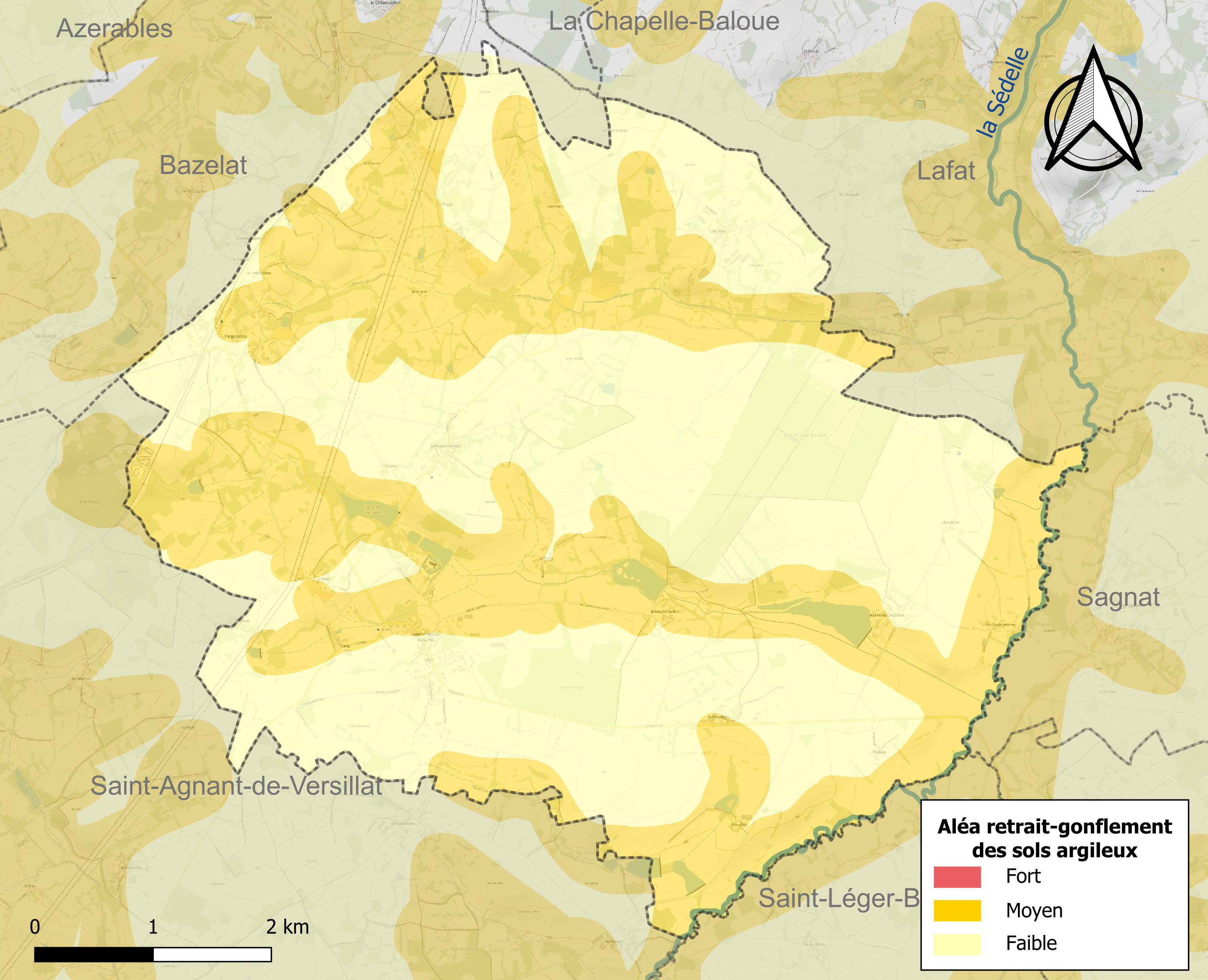
Carte des zones d'aléa retrait-gonflement des sols argileux de Saint-Germain-Beaupré.

Le retrait-gonflement des sols argileux est susceptible d'engendrer des dommages importants aux bâtiments en cas d’alternance de périodes de sécheresse et de pluie. 45,4 % de la superficie communale est en aléa moyen ou fort (33,6 % au niveau départemental et 48,5 % au niveau national). Sur les 297 bâtiments dénombrés sur la commune en 2019, 97 sont en aléa moyen ou fort, soit 33 %, à comparer aux 25 % au niveau départemental et 54 % au niveau national. Une cartographie de l'exposition du territoire national au retrait gonflement des sols argileux est disponible sur le site du BRGM,.
Par ailleurs, afin de mieux appréhender le risque d’affaissement de terrain, l'inventaire national des cavités souterraines permet de localiser celles situées sur la commune.
La commune a été reconnue en état de catastrophe naturelle au titre des dommages causés par les inondations et coulées de boue survenues en 1982 et 1999. Concernant les mouvements de terrains, la commune a été reconnue en état de catastrophe naturelle au titre des dommages causés par des mouvements de terrain en 1999.

#### Risques technologiques
Le risque de transport de matières dangereuses sur la commune est lié à sa traversée par une ou des infrastructures routières ou ferroviaires importantes ou la présence d'une canalisation de transport d'hydrocarbures. Un accident se produisant sur de telles infrastructures est susceptible d’avoir des effets graves sur les biens, les personnes ou l'environnement, selon la nature du matériau transporté. Des dispositions d’urbanisme peuvent être préconisées en conséquence.

#### Risque particulier
Dans plusieurs parties du territoire national, le radon, accumulé dans certains logements ou autres locaux, peut constituer une source significative d’exposition de la population aux rayonnements ionisants. Certaines communes du département sont concernées par le risque radon à un niveau plus ou moins élevé. Selon la classification de 2018, la commune de Saint-Germain-Beaupré est classée en zone 3, à savoir zone à potentiel radon significatif.

## Toponymie
Durant la Révolution, la commune porte le nom de Germain-sur-Sédelle.

## Histoire
La présence humaine y remonte au néolithique. Le site fut le siège de la justice seigneuriale.
Le château fut dévasté en 1580 par les catholiques du maréchal d'Aumont. Les protestants poitevins avaient à leur tête Gaspard Foucault, seigneur de Saint-Germain-Beaupré, qui pille l'abbaye de Grandmont.
En 1605, Henri IV revenant de Limoges s'arrêta au château de Saint-Germain et, en 1666, mademoiselle de Montpensier, la Grande Mademoiselle, y vint aussi.
La seigneurie fut érigée en marquisat en 1645 en faveur d'Henri Foucault. Les Foucault de Saint-Germain-Beaupré furent gouverneurs de la Marche de 1585 à 1752.
Lieu de passage des pèlerins du pèlerinage de Saint-Jacques-de-Compostelle sur la Via Lemovicensis.

## Héraldique
|  | Les armes de la commune se blasonnent ainsi : Tranché : au 1) d’azur semé de fleurs de lys d’or, au 2) de sinople à la volute de crosse d’or accostée de deux coquilles d’argent, le tout rangé en bande ; à la bande chargé de trois merlettes de gueules posées à plomb, brochant sur la partition. |

## Politique et administration
| Période                                  | Période  | Identité          | Étiquette | Qualité                                         |
| ---------------------------------------- | -------- | ----------------- | --------- | ----------------------------------------------- |
| mars 2008                                | 2014     | Michel Trumeau    | DVG       | professeur de lettres (retraité)                |
| 2014                                     | 2020     | Bernard Le Cornec | DIV       |                                                 |
| 2020                                     | en cours | Geneviève Barat   | PS        | agricultrice, conseillère régionale depuis 2021 |
| Les données manquantes sont à compléter. |          |                   |           |                                                 |

## Démographie
L'évolution du nombre d'habitants est connue à travers les recensements de la population effectués dans la commune depuis 1793. Pour les communes de moins de 10 000 habitants, une enquête de recensement portant sur toute la population est réalisée tous les cinq ans, les populations de référence des années intermédiaires étant quant à elles estimées par interpolation ou extrapolation. Pour la commune, le premier recensement exhaustif entrant dans le cadre du nouveau dispositif a été réalisé en 2005.

En 2022, la commune comptait 355 habitants, en évolution de −19,32 % par rapport à 2016 (Creuse : −3,32 %, France hors Mayotte : +2,11 %).
| 1793 | 1800 | 1806 | 1821 | 1831 | 1836 | 1841 | 1846 | 1851 |
| ---- | ---- | ---- | ---- | ---- | ---- | ---- | ---- | ---- |
| 385  | 414  | 356  | 379  | 731  | 745  | 723  | 729  | 771  |

| 1856 | 1861 | 1866 | 1872 | 1876 | 1881 | 1886 | 1891 | 1896 |
| ---- | ---- | ---- | ---- | ---- | ---- | ---- | ---- | ---- |
| 795  | 769  | 741  | 762  | 778  | 842  | 858  | 879  | 846  |

| 1901 | 1906 | 1911 | 1921 | 1926 | 1931 | 1936 | 1946 | 1954 |
| ---- | ---- | ---- | ---- | ---- | ---- | ---- | ---- | ---- |
| 869  | 865  | 895  | 776  | 739  | 723  | 716  | 629  | 617  |

| 1962 | 1968 | 1975 | 1982 | 1990 | 1999 | 2005 | 2006 | 2010 |
| ---- | ---- | ---- | ---- | ---- | ---- | ---- | ---- | ---- |
| 615  | 571  | 448  | 415  | 406  | 382  | 393  | 388  | 436  |

| 2015 | 2020 | 2022 | - | - | - | - | - | - |
| ---- | ---- | ---- | - | - | - | - | - | - |
| 440  | 361  | 355  | - | - | - | - | - | - |

## Lieux et monuments
- Le château de Saint-Germain-Beaupré (XVIe siècle, classé et inscrit parmi les monuments historiques en 1941 et 1946[24]). Propriété privée, pas de visites.
- L'église Saint-Germain de Saint-Germain-Beaupré du XVe siècle, reconstruite en XVIIIe siècle, réhabilitée en 2006 (extérieur, intérieur : statues, retable et tableau). Visites possibles. La chapelle, dite de Saint-Germain est inscrite au titre des monuments historiques en 1937[25].

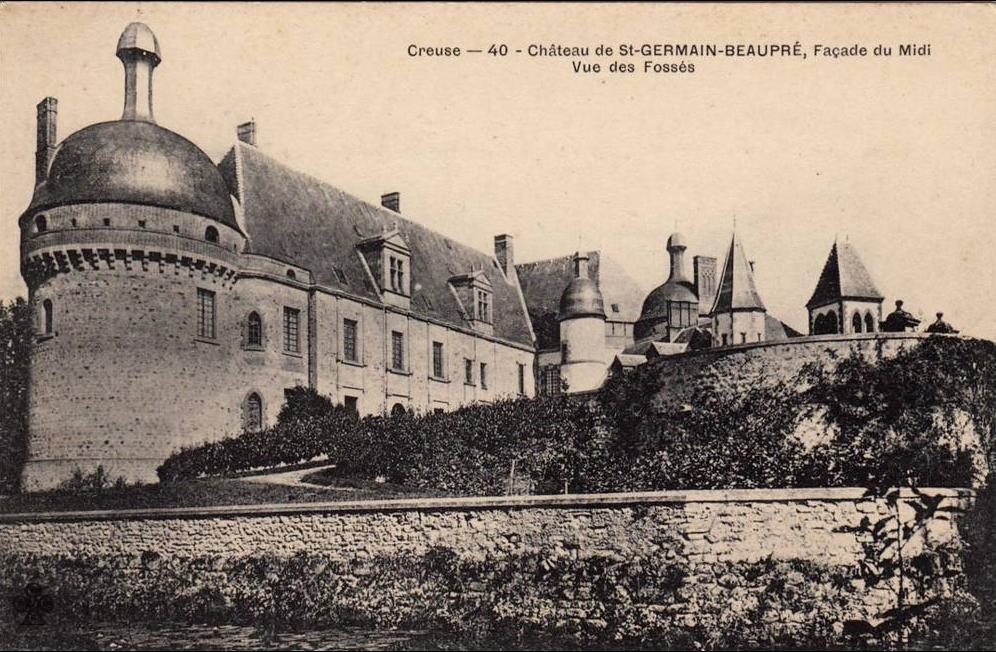
Carte postale du château.
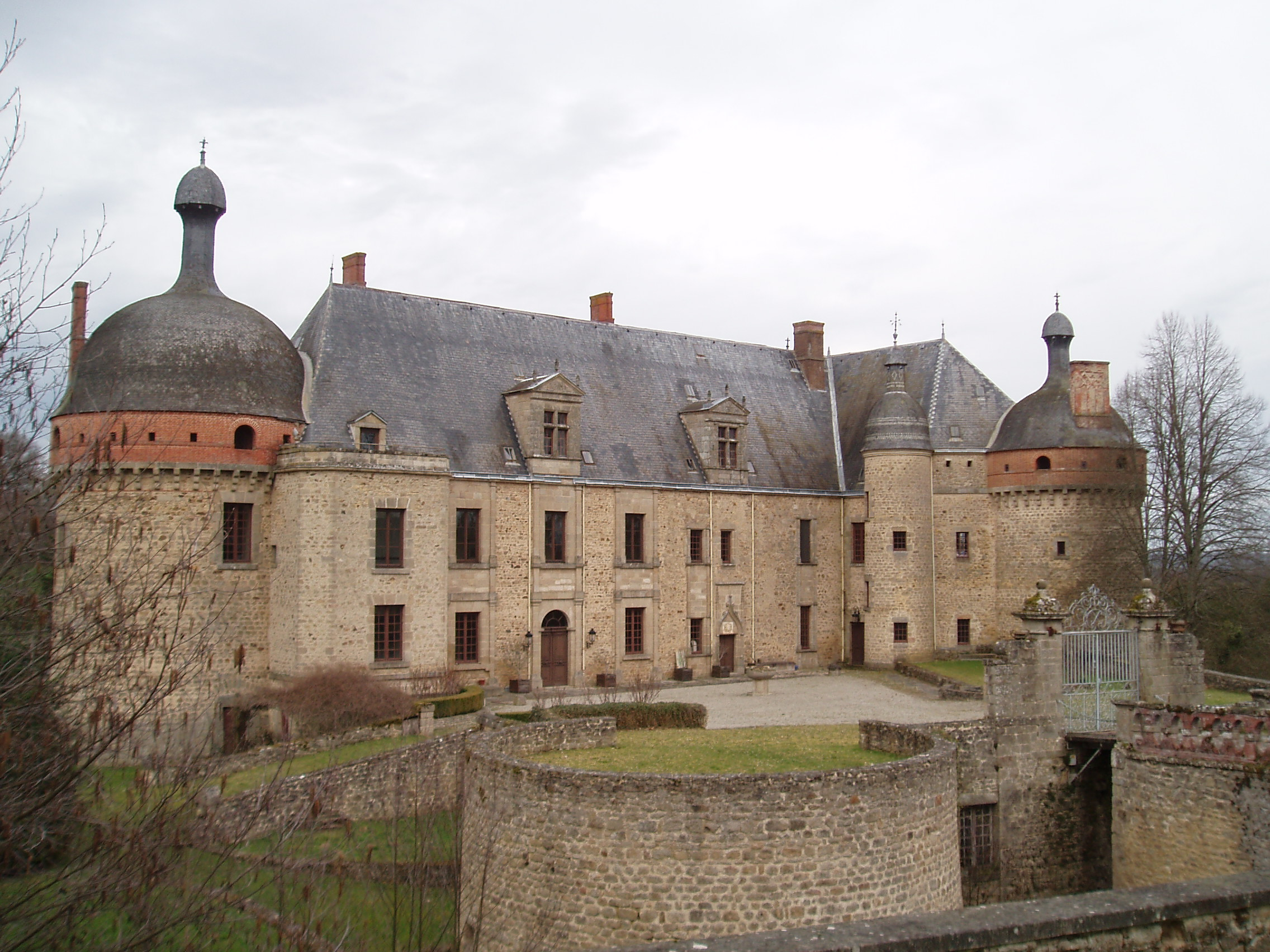
Château de Saint-Germain-Beaupré.
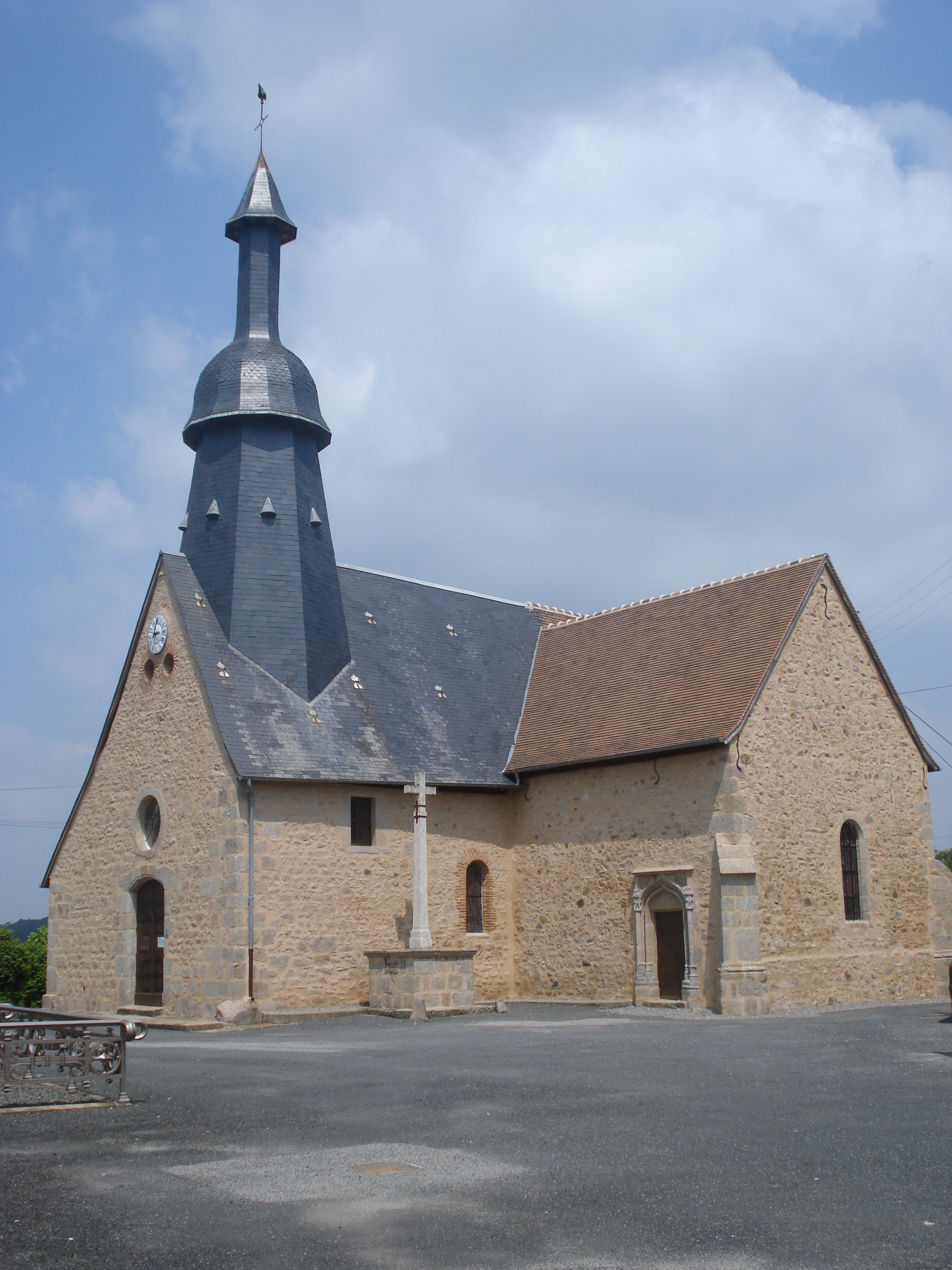
Église Saint-Germain.
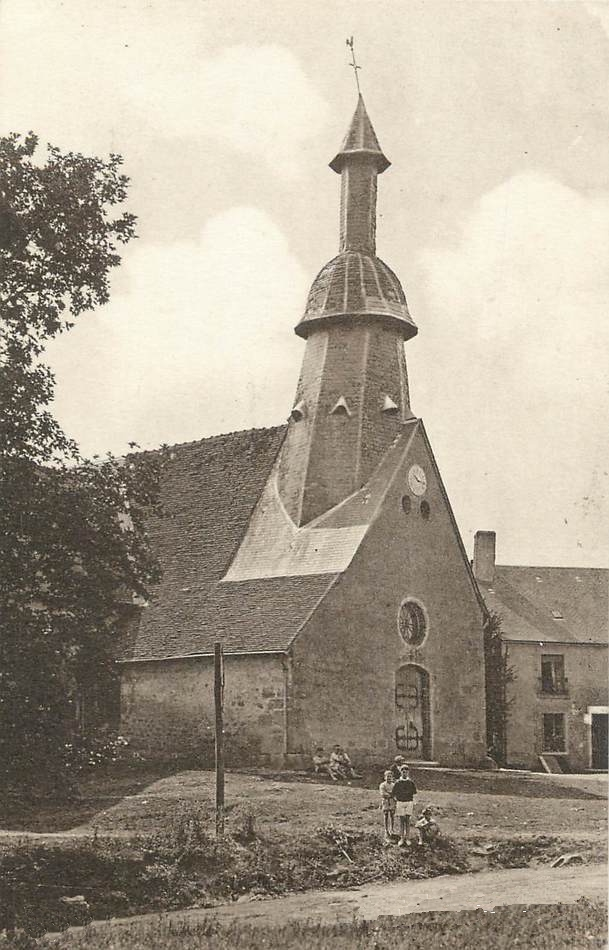
Carte postale de l'église.
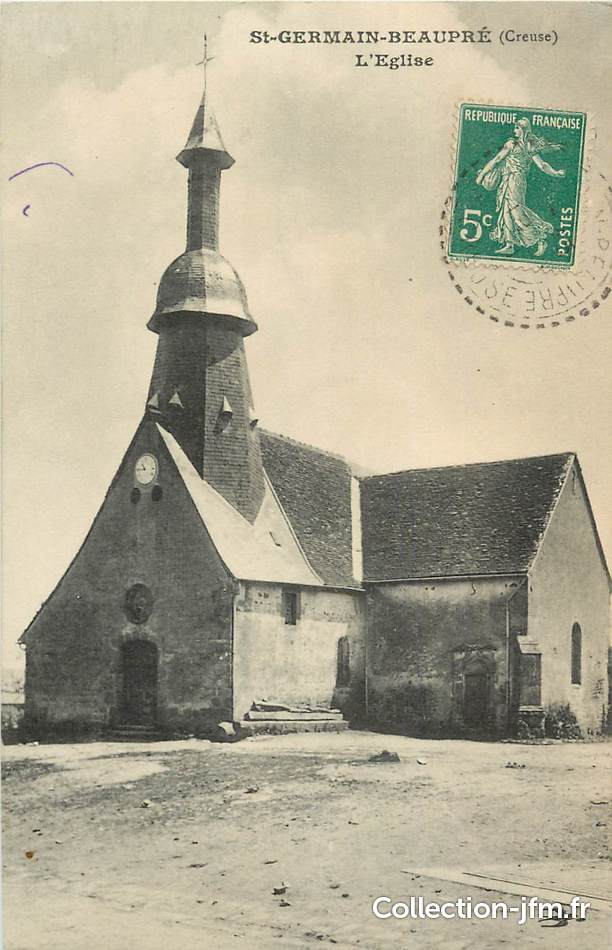
Carte postale de l'église.
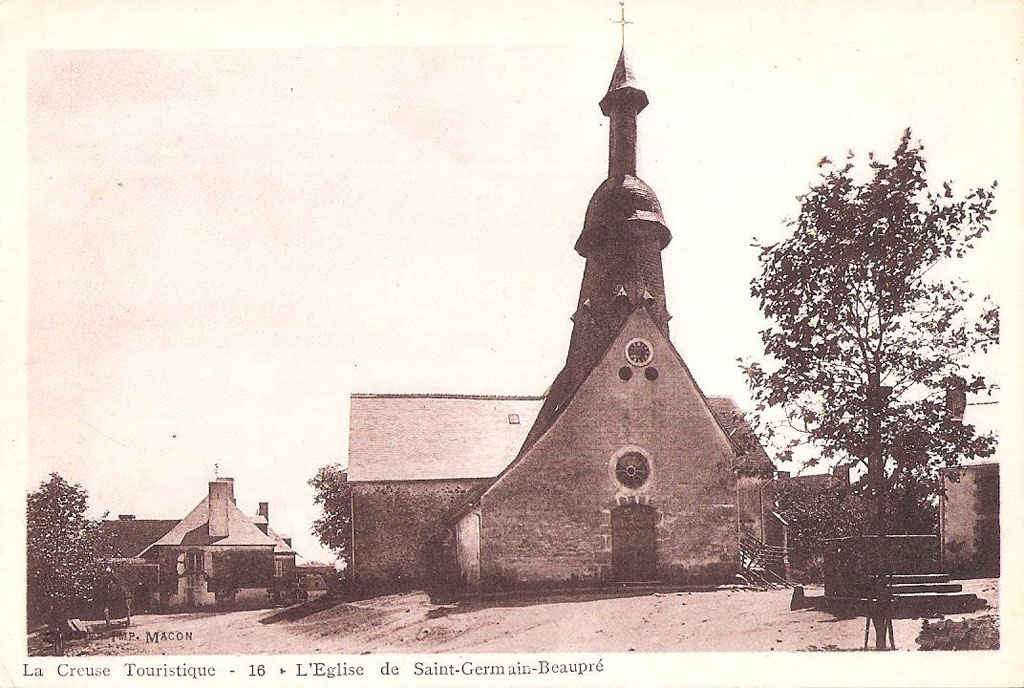
Carte postale de l'église.

## Personnalités liées à la commune
- Les Foucauld de Saint-Germain Beaupré, gouverneurs de la Marche de la fin du XVIe siècle au milieu du XVIIIe siècle[26].